# Distretto di Evciler
Il distretto di Evciler (in turco Evciler ilçesi) è uno dei distretti della provincia di Afyonkarahisar, in Turchia.